# Terranova dei Passerini
Terranova dei Passerini – miejscowość i gmina we Włoszech, w regionie Lombardia, w prowincji Lodi.
Według danych na rok 2004 gminę zamieszkiwało 714 osób, 64,9 os./km².